# Barbara Sanseverino
Barbara Sanseverino (Milano, 1550 – Parma, 19 maggio 1612) è stata una nobile italiana.
Famosa per la sua bellezza, Torquato Tasso le dedicò il sonetto In lode de' capelli di D. Barbara Sanseverini Contessa di Sala.

## Biografia
Era figlia di Gianfrancesco e di Lavinia Sanseverino. Si trasferì a Parma dopo aver sposato, il 6 settembre 1564, Giberto IV Sanvitale, signore di Sala Baganza. Nel 1585 Giberto morì a Piacenza in circostanze misteriose e il figlio Girolamo fu investito dal duca Ottavio Farnese del marchesato di Colorno, con l'obbligo di assumere il cognome e lo stemma dei Sanseverino, originari del Reame di Napoli.
Fu confidente e amante di Vincenzo I Gonzaga, duca di Mantova, che per lei si trasferì momentaneamente da Mantova a Viadana nel 1580, dove queste scappatelle furono fatte durante il periodo in cui Vincenzo I Gonzaga andò alla corte di Ferrara a conoscere Margherita Farnese.
Rimasta vedova, non per amore, ma per mettere un po' d'ordine nella sua vita e trovare un valido protettore, Barbara sposò nel 1596 il conte Orazio Simonetta, feudatario di Torricella, un paese sulle rive del Po, e si trasferì a Colorno.

### La "Congiura dei feudatari" contro Ranuccio Farnese
In quel tempo le mire del duca Ranuccio I Farnese per appropriarsi di Colorno si facevano più chiare di giorno in giorno. Forte di alcuni lasciti e speculando su beghe ereditarie, il duca cominciò a sostenere che l'investitura di Colorno ai Sanvitale doveva considerarsi nulla. Nasceva così una causa di diritto feudale nella quale vennero coinvolti i più grandi giuristi del tempo. Quando si accorsero che le cose volgevano a loro danno, i Sanvitale pensarono di ricorrere a una congiura per togliere di mezzo Ranuccio e riaffermare così i loro diritti.
Numerosissimi e tutti di alto livello furono i personaggi che, secondo quanto emerso dal processo, aderirono al disegno segreto: Barbara e il secondo marito Orazio Simonetta, il primogenito di lei Girolamo con la moglie Benedetta Pio e il figlio Gianfrancesco, il conte Alfonso II Sanvitale, il conte Teodoro Scotti, il conte Girolamo da Correggio, il conte Pio Torelli, il conte Giovan Battista Masi, il conte Alberto di Canossa, la marchesa Agnese Argotta, Oliviero Olivieri, Onofrio Martani e altri gentiluomini e gentildonne.
Il colpo avrebbe dovuto attuarsi nella chiesa dei Cappuccini di Fontevivo, in occasione del battesimo del nipotino di Ranuccio, Alessandro. Le cose però andarono diversamente perché uno dei servi di Gianfrancesco, imprigionato e torturato per ragioni non inerenti alla congiura, si lasciò scappare tra i tormenti qualche frase e qualche nome che mise in allarme la giustizia.
La congiura fu scoperta e molti dei congiurati furono arrestati. Il processo a base inquisitoria, condotto dal giudice Piossasco fu spietato; inutili i tentativi dei congiurati di negare le reali intenzioni del loro progetto. Il 4 maggio 1612 il processo terminava con la condanna a morte di tutti e la confisca dei loro beni, e il 19 maggio 1612, a Parma, Barbara e altri nove cospiratori furono decapitati sulla pubblica piazza su un palco montato a ridosso del Palazzo dell'Uditore Criminale, oggi all'angolo fra piazza Garibaldi e strada della Repubblica.
Ranuccio accusò di complicità il duca di Mantova Vincenzo I Gonzaga, che avrebbe offerto somme di denaro per realizzare il complotto, e i Malaspina. Il duca di Mantova Francesco IV Gonzaga, succeduto a Vincenzo dopo la sua morte, minacciò di prendere le armi contro i Farnese ma prima il pontefice Paolo V e poi i re di Francia e di Spagna e Carlo Emanuele di Savoia fecero da intermediari e il conflitto fu scongiurato.
Tuttavia, in considerazione del fatto che le confessioni furono estorte ricorrendo alla tortura, la ricostruzione ufficiale della congiura emersa dagli atti del processo, per quanto svoltosi in modo regolare dal punto di vista formale, destò numerosi dubbi già tra i contemporanei, molti dei quali non credettero all'esistenza di alcuna cospirazione ai danni di Ranuccio. Secondo vari storici, invece, pare verosimile che i nobili coinvolti stessero davvero tramando nel tentativo di opporsi al potere del Duca, ma probabilmente le accuse mosse nei loro confronti ingigantirono i loro reali piani, allo scopo di consentire a Ranuccio di eliminare numerosi oppositori e incamerare vari importanti feudi del Parmense, tra cui Colorno, Sala, Montechiarugolo, Felino e Rossena.

## Riferimenti letterari
Il poeta Torquato Tasso le dedicò il sonetto In lode de' capelli di D. Barbara Sanseverini Contessa di Sala.
Donna, per cui trionfa Amore e regna,
Merti ben tu che 'l capo a te circonde
Nobil corona; ma qual fia la fronde,
O qual fia l'ór cui tant'onor convegna?
A gran ragion da te si schiva e sdegna
Fregio men bel che si ricerchi altronde,
Poiché sol l'ór delle tue trecce bionde
Può far corona che di te sia degna.
Questo s'avvolge in cotai forme, e tesse,
Che la Fenice omai sola non fia
Che di diadema natural si vanti.
Così, o nova Fenice, a te piacesse
Scoprir il sen, come vedrian gli amanti
Che gli è monil la tua beltà natìa!
La vicenda di Barbara Sanseverino e della congiura è stata raccontata da Alfredo Zerbini nel poema storico in dialetto parmigiano La congiura di Feudatäri, pubblicato nel 1947. Il poema è composto da ottanta sonetti divisi in quattro parti: I Feudatäri, La Congiura, Al Procèss e La Gran Giustissia, di venti sonetti ciascuna.

## Ascendenza
|                                                       |                                                              |                                                             | Genitori                                                      |  |  | Nonni |  |  | Bisnonni                                             |  |  | Trisnonni                |  |
|                                                       |                                                              |                                                             |                                                               |  |  |       |  |  | 8. Roberto Sanseverino d'Aragona, I conte di Caiazzo |  |  | 16. Leonetto Sanseverino |  |
|                                                       |                                                              |                                                             |                                                               |  |  |       |  |  | 8. Roberto Sanseverino d'Aragona, I conte di Caiazzo |  |  | 16. Leonetto Sanseverino |  |
|                                                       |                                                              | 17. Elisa Sforza                                            |                                                               |  |  |       |  |  | 8. Roberto Sanseverino d'Aragona, I conte di Caiazzo |  |  |                          |  |
| 4. Giulio Sanseverino, signore di Valenza             |                                                              |                                                             |                                                               |  |  |       |  |  | 8. Roberto Sanseverino d'Aragona, I conte di Caiazzo |  |  |                          |  |
|                                                       |                                                              | 9. Lucrezia Malavolti                                       | 18. Angelo Malavolti                                          |  |  |       |  |  |                                                      |  |  |                          |  |
|                                                       |                                                              | 9. Lucrezia Malavolti                                       | 18. Angelo Malavolti                                          |  |  |       |  |  |                                                      |  |  |                          |  |
|                                                       |                                                              | 9. Lucrezia Malavolti                                       | …                                                             |  |  |       |  |  |                                                      |  |  |                          |  |
| 2. Gianfrancesco Sanseverino, conte di Colorno        |                                                              | 9. Lucrezia Malavolti                                       |                                                               |  |  |       |  |  |                                                      |  |  |                          |  |
|                                                       |                                                              | 10. Giacomo Antonio Pallavicino, marchese di Scipione       | 20. Pietro Pallavicino                                        |  |  |       |  |  |                                                      |  |  |                          |  |
|                                                       |                                                              | 10. Giacomo Antonio Pallavicino, marchese di Scipione       | 20. Pietro Pallavicino                                        |  |  |       |  |  |                                                      |  |  |                          |  |
|                                                       |                                                              | 10. Giacomo Antonio Pallavicino, marchese di Scipione       | …                                                             |  |  |       |  |  |                                                      |  |  |                          |  |
| 5. Ippolita Pallavicino                               |                                                              | 10. Giacomo Antonio Pallavicino, marchese di Scipione       |                                                               |  |  |       |  |  |                                                      |  |  |                          |  |
|                                                       |                                                              | 11. Margherita Visconti di Saliceto                         | 22. Pietro Francesco, I conte di Saliceto                     |  |  |       |  |  |                                                      |  |  |                          |  |
|                                                       |                                                              | 11. Margherita Visconti di Saliceto                         | 22. Pietro Francesco, I conte di Saliceto                     |  |  |       |  |  |                                                      |  |  |                          |  |
|                                                       |                                                              | 11. Margherita Visconti di Saliceto                         | 23. Eufrosina Barbavara                                       |  |  |       |  |  |                                                      |  |  |                          |  |
| 1. Barbara Sanseverino                                |                                                              | 11. Margherita Visconti di Saliceto                         |                                                               |  |  |       |  |  |                                                      |  |  |                          |  |
|                                                       | 12. Gianfrancesco Sanseverino d'Aragona, II conte di Caiazzo | 24. Roberto Sanseverino d'Aragona, I conte di Caiazzo (= 8) |                                                               |  |  |       |  |  |                                                      |  |  |                          |  |
|                                                       | 12. Gianfrancesco Sanseverino d'Aragona, II conte di Caiazzo | 24. Roberto Sanseverino d'Aragona, I conte di Caiazzo (= 8) |                                                               |  |  |       |  |  |                                                      |  |  |                          |  |
|                                                       | 12. Gianfrancesco Sanseverino d'Aragona, II conte di Caiazzo | 25. Giovanna da Correggio                                   |                                                               |  |  |       |  |  |                                                      |  |  |                          |  |
| 6. Roberto Ambrogio Sanseverino, III conte di Caiazzo | 12. Gianfrancesco Sanseverino d'Aragona, II conte di Caiazzo |                                                             |                                                               |  |  |       |  |  |                                                      |  |  |                          |  |
|                                                       |                                                              | 13. Barbara Gonzaga di Sabbioneta                           | 26. Gianfrancesco Gonzaga, I conte di Sabbioneta              |  |  |       |  |  |                                                      |  |  |                          |  |
|                                                       |                                                              | 13. Barbara Gonzaga di Sabbioneta                           | 26. Gianfrancesco Gonzaga, I conte di Sabbioneta              |  |  |       |  |  |                                                      |  |  |                          |  |
|                                                       |                                                              | 13. Barbara Gonzaga di Sabbioneta                           | 27. Antonia del Balzo                                         |  |  |       |  |  |                                                      |  |  |                          |  |
| 3. Lavinia Sanseverino                                |                                                              | 13. Barbara Gonzaga di Sabbioneta                           |                                                               |  |  |       |  |  |                                                      |  |  |                          |  |
|                                                       |                                                              | 14. Franceschetto Cybo, I duca di Spoleto                   | 28. Papa Innocenzo VIII (Giovanni Battista Cybo)              |  |  |       |  |  |                                                      |  |  |                          |  |
|                                                       |                                                              | 14. Franceschetto Cybo, I duca di Spoleto                   | 28. Papa Innocenzo VIII (Giovanni Battista Cybo)              |  |  |       |  |  |                                                      |  |  |                          |  |
|                                                       |                                                              | 14. Franceschetto Cybo, I duca di Spoleto                   | …                                                             |  |  |       |  |  |                                                      |  |  |                          |  |
| 7. Ippolita Cybo                                      |                                                              | 14. Franceschetto Cybo, I duca di Spoleto                   |                                                               |  |  |       |  |  |                                                      |  |  |                          |  |
|                                                       |                                                              | 15. Maddalena de' Medici                                    | 30. Lorenzo "il Magnifico" de' Medici, III signore di Firenze |  |  |       |  |  |                                                      |  |  |                          |  |
|                                                       |                                                              | 15. Maddalena de' Medici                                    | 30. Lorenzo "il Magnifico" de' Medici, III signore di Firenze |  |  |       |  |  |                                                      |  |  |                          |  |
|                                                       |                                                              | 15. Maddalena de' Medici                                    | 31. Clarice Orsini di Monterotondo                            |  |  |       |  |  |                                                      |  |  |                          |  |
|                                                       |                                                              | 15. Maddalena de' Medici                                    |                                                               |  |  |       |  |  |                                                      |  |  |                          |  |